# Inoue Hisashi
Inoue Hisashi (japanisch 井上 ひさし, eigentlich 井上 廈; * 16. November 1934 in Kawanishi; † 9. April 2010) war ein japanischer Schriftsteller, der Romane, Dramen und komische Fiktion veröffentlicht hat.

## Leben
Inoue wurde in der kleinen Stadt Kawanishi in der Präfektur Yamagata geboren. Als er vier Jahre alt war, starb sein Vater und er wurde in eine christlich-baptistische Schule geschickt. Seinen Abschluss machte er an der Sophia-Universität.
Inoues Karriere begann im Radio und 1969 schrieb er sein erstes Bühnenstück Nihonjin no Heso. Er erhielt 1982 den Seiun-Preis für Kirikiri-Jin als den besten Roman und 1991 den Tanizaki-Jun’ichirō-Preis für Shanghai Moon (シャンハイムーン,  Shanhai Mūn).
Von 2003 bis 2007 war er der Präsident des japanischen P.E.N.-Zentrums.
Im Oktober 2009 wurde Lungenkrebs diagnostiziert. Trotz medizinischer Behandlung verstarb Inoue im Alter von 75 Jahren am 9. April 2010.

## Auszeichnungen
- 1972 Naoki-Preis für Tegusari shinjū (手鎖心中)
- 1981 Yomiuri-Literaturpreis
- 1999 Kikuchi-Kan-Preis

## Ausgewählte Werke
- Ame, 1976.
- Buraun kangoku no shiki (ブラウン 監獄の四季), Tōkyō : Kōdansha, 1977.
- Jūninin no tegami (十二人の手紙), Tōkyō : Chūō Kōronsha, 1978.
- Tanin no chi (他人の血), Tōkyō : Kōdansha, 1979.
- Seibo no dōkeshi, 1981.
- Shikaban Nihongo bunpō (私家版 日本語 文法), Tokyo : Shinchōsha, 1981.
- Hon no makura no sōshi, Tōkyō : Bungei Shunjū, 1982.
- Kotoba o yomu, Tōkyō : Chūō Kōronsha, 1982.
- Shichinin no sakkatachi: intabyū-shū (七人の作家たち:インタビュー集), Tōkyō : Doyō Bijutsusha, 1983.
- Moto no mokuami, Tōkyō : Bungei Shunjū, 1983.
- Nippon hakubutsushi, Tōkyō : Asahi Shinbunsha, 1983.
- Inoue Hisashi zen shibai, Tōkyō : Shinchōsha, 1984.
  - Schminke / Meister Yabuhara. Zwei Theaterstücke. Aus dem Japanischen übers. und mit einem Vorwort versehen von Wolfgang E. Schlecht. Iudicium, München 2023, ISBN 978-3-86205-676-7.
- Jikasei bunshō-dokuhon (自家製 文章読本), Tōkyō : Shinchōsha, 1984.
- Fu Chūshingura (不 忠臣蔵), Tōkyō : Shūeisha, 1985.
- Kuni yutaka ni shite gi o wasure (国ゆたかにして義を忘れ), Tōkyō : Kadokawa Shoten, 1985.
- Fukkoki (腹鼓記), Tōkyō : Shinchōsha, 1985.
- Yonsenmanpo no otoko. Ezo hen (四千万步の男. 蝦夷 篇), Tōkyō : Kōdansha, 1986.
- Yonsenmanpo no otoko. Izu hen (四千万步の男. 伊豆 篇), Tōkyō : Kōdansha, 1989.
- Shanhai mūn (シャンハイ ムーン), Tōkyō : Shūeisha, 1991.
- Nihongo nikki (ニホン語 日記), Tōkyō : Bungei shunjū, 1993.
- Chichi to Kuraseba (父と暮せば), 1994. 
  - Die Tage mit Vater. Aus dem Japanischen übers. v. Isolde Asai. In: Stanca Scholz-Cionca (Hrsg.): Fünf Theaterstücke aus Japan (1994–2004). Iudicium, München 2008, ISBN 978-3-89129-866-4.
- Besuto serā no sengoshi (ベスト セラーの戦後史), Tōkyō : Bungei Shunjū, 1995.
- Hon no unmei (本の運命), Tōkyō : Bungei Shunjū, 1997.
- Tōkyō Seven Roses (東京セブンローズ), 1999
  - Die Sieben Rosen von Tōkyō. Aus dem Japanischen übers. v. Matthias Pfeifer, hrsg. v. Eduard Klopfenstein, be.bra verlag, Berlin 2013, ISBN 978-3-86124-917-7.
- Yonsenmanpo no otoko, Chūkei no ikikata (四千万步の男・忠敬の生き方), Tōkyō : Kōdansha, 2003.
- Little Boy – Big Taifoon (リトル・ボーイ、ビッグ・タイフーン～少年口伝隊一九四五～), 2008.